# Oriol Mercadal Fernàndez
Oriol Mercadal Fernàndez (Barcelona, 1963 - 15 de desembre de 2017) va ser un historiador, arqueòleg, investigador i activista cultural català.
Nascut a Barcelona, era llicenciat en Filosofia i Lletres per la UAB i especialista en prehistòria i arqueologia. Mercadal residia a la Cerdanya, on vivia des de l'any 1989 i era el director del Museu Cerdà de Puigcerdà, des del principi dels anys 90, i un dels referents en la recerca històrica i cultural de la Cerdanya. Des del Museu, va voler també relligar l'Alta i la Baixa Cerdanya en un projecte cultural comú. Al llarg de les tres darreres dècades, va encapçalar l'obertura de les diverses parts de l'equipament i també la seva dinamització. També era vicepresident segon del Grup de Recerca de Cerdanya, entitat a la qual ha estat vinculat des de la seva fundació l'any 2008. Mercadal ha estat un dels grans referents del món de la recerca i de la cultura de la Cerdanya. Com a arqueòleg va participar en les excavacions de Montlleó, del Jaciment Arqueològic del Castellot de Bolvir, del Fòrum romà i Castell de Llívia, del Tossal de Baltarga, convent de Sant Domènec de Puigcerdà, entre moltes altres. També va ser un prolífic historiador, articulista, micòleg i cantant a la Polifònica de Puig-reig.
Oriol Mercadal va morir del 15 de desembre, amb 54 anys, a causa d'una complicació en una afectació de salut relacionada amb una trombosi, que ja l'havia obligat a ingressar a l'hospital.